# Elő-szektariánus buddhizmus
Az elő-szektariánus buddhizmus, korai buddhizmus, legkorábbi buddhizmus vagy eredeti buddhizmus Gautama Buddha tanításaira és a korabeli szangha közösségi szerveződéseire utal, mielőtt létrejött volna a buddhizmus megannyi irányzata.
Az elő-szektariánus buddhizmus néhány tartalma és tanítása a legkorábbi buddhista szövegekhez vezethető vissza, amelyek ezáltal szintén tekinthetők szektásnak.

## Időtartama
Az elő-szektariánus buddhizmus a buddhizmus azon időszakára utal, amely a Buddha parinirvánájától számított 100 évig tartott, a buddhista közösség (szangha) legelső felbomlásáig. A legtöbb tudós szerint ez a szakadás valamikor a második és a harmadik buddhista zsinat között volt.
Röviddel a második buddhista tanácskozás után történt az első jelentős szakadás. A legelső két iskola a szthaviraváda és a mahászánghika volt.

## A korai buddhizmus tanai

### Módszertan

#### Tudományos megközelítések
Schmithausen szerint a buddhizmus kutatói háromféle szemléletet képviselnek a korai buddhizmussal szemben:
1. A nikáják nagy része alapvetően egységes és autentikus[6]
2. lehetetlen felkutatni és megállapítani a legkorábbi buddhizmus tanításait[7]
3. óvatos optimizmus azzal kapcsolatban, hogy esetlegesen tényleg Buddha szavait örökítették tovább a szerzetesek szájról szájra.[8]

#### Szövegek összevetése
A jelenleg létező iskolák alapján nem lehet információt gyűjteni a legkorábbi buddhizmus tanairól, de még a korai buddhista iskoláktól sem, mivel azok is már az elejétől fogva szektásnak tekinthetők.
A buddhizmus eredeti információinak megszerzéséhez az egyik módszer az, hogy a théraváda páli kánon legősibb létező szövegeit összevetik a szarvásztiváda, a múlaszarvásztiváda, a mahísászaka, a dharmaguptaka és egyéb iskolák fennmaradt szövegeivel,
A legrégebbi szövegek a Szutta-pitaka négy fő nikájája (a Dígha-nikája, a Maddzshima-nikája, a Szamjutta-nikája és az Anguttara-nikája) valamint a szerzetesi szabályzatokat magába foglaló Vinaja-pitaka. A Szutta-pitakán belül is a egy-két vers számít a legrégebbinek.
A források megbízhatósága és a legősibb tanítások megállapítása körül viták zajlanak. Tillman Vetter szerint a legkorábbi szövegek összehasonlítása nem elegendő, más módszerekre is szükség van.

### Dhjánaésbelső megértés
A korai buddhizmus tanulmányozásának fő problémája a dhjána és a "belső megértés" közötti különbség. A buddhista hagyományokban kétféleképpen használják a dhjánát. Egyik hagyományban a megvilágosodáshoz el kell érni a  belső látást (bódhi, pradzsná, kensó), míg más hagyományokban (jóga hagyományok) a dhjánát használják - ezt egyes szútrák elvetik, mondván, hogy azzal nem lehet elérni a végső megszabadulást.